# Glendale (Utah)
Glendale es una localidad del condado de Kane, estado de Utah, Estados Unidos. Según el censo de 2000 la población era de 355 habitantes. Fue fundado en 1871 por los pioneros mormones.

## Geografía
Glendale se encuentra en las coordenadas 37°19′55″N 112°36′5″O / 37.33194, -112.60139. Se encuentra a 1.660 m de altitud en el valle de Long.
Según la oficina del censo de Estados Unidos, la localidad tiene una superficie total de 20,2 km². No tiene superficie cubierta de agua.

## Demografía
Según el censo de 2000, había 355 habitantes, 116 casas y 88 familias residían en la localidad. La densidad de población era 17,6 habitantes/km². Había 149 unidades de alojamiento con una densidad media de 7,4 unidades/km².
La máscara racial de la localidad era 99,15% blanco, 0,56% indio americano y 0,28% de dos o más razas. Los hispanos o latinos de cualquier raza eran el 3,94% de la población.
Había 116 casas, de las cuales el 38,8% tenía niños menores de 18 años, el 71,6% eran matrimonios, el 4,3% tenía un cabeza de familia femenino sin marido, y el 23,3% no eran familia. El 20,7% de todas las casas tenían un único residente y el 9,5% tenía sólo residentes mayores de 65 años. El promedio de habitantes por hogar era de 3,06 y el tamaño medio de familia era de 3,62.
El 34,1% de los residentes era menor de 18 años, el 8,5% tenía edades entre los 18 y 24 años, el 21,1% entre los 25 y 44, el 23,1% entre los 45 y 64, y el 13,2% tenía 65 años o más. La media de edad era 31 años. Por cada 100 mujeres había 107,6 hombres. Por cada 100 mujeres de 18 años o más, había 101,7 hombres.
El ingreso medio por casa en la localidad era de 35.938$, y el ingreso medio para una familia era de 38.500$. Los hombres tenían un ingreso medio de 24.722$ contra 20.000$ de las mujeres. Los ingresos per cápita para la ciudad eran de 17.322$. Aproximadamente el 5,4% de las familias y el 8,1% de la población estaban por debajo del nivel de pobreza, incluyendo el 15,0% de menores de 18 años y a ningún mayor de 65.
- Datos: Q482682
- Multimedia: Glendale, Utah / Q482682